# Rekordy świata w łyżwiarstwie szybkim
Rekordy świata w łyżwiarstwie szybkim – najlepsze czasy uzyskane przez zawodników, zatwierdzone przez Międzynarodową Unię Łyżwiarską (ISU). Stan na 17 marca 2025.

## Mężczyźni
| Konkurencja          | Wynik       | Zawodnik                                    | Państwo           | Data             | Zawody                                      | Miejsce        |
| -------------------- | ----------- | ------------------------------------------- | ----------------- | ---------------- | ------------------------------------------- | -------------- |
| 500 m                | 33,61       | Pawieł Kuliżnikow                           | Rosja             | 9 marca 2019     | Puchar świata                               | Salt Lake City |
| 1000 m               | 1:05,37     | Jordan Stolz                                | Stany Zjednoczone | 26 stycznia 2024 | Puchar świata                               | Salt Lake City |
| 1500 m               | 1:40,17     | Kjeld Nuis                                  | Holandia          | 10 marca 2019    | Puchar świata                               | Salt Lake City |
| 3000 m               | 3:37,28     | Eskil Ervik                                 | Norwegia          | 5 listopada 2005 | Olympic Oval Invitational                   | Calgary        |
| 5000 m               | 6:01,56     | Nils van der Poel                           | Szwecja           | 3 grudnia 2021   | Puchar świata                               | Salt Lake City |
| 10 000 m             | 12:25,69    | Davide Ghiotto                              | Włochy            | 25 stycznia 2025 | Puchar świata                               | Calgary        |
| Sprint drużynowy     | 1:16,98     | Austin Kleba Cooper McLeod Zach Stoppelmoor | Stany Zjednoczone | 26 stycznia 2025 | Puchar świata                               | Calgary        |
| Bieg drużynowy       | 3:33,66     | Emery Lehman Casey Dawson Ethan Cepuran     | Stany Zjednoczone | 27 stycznia 2024 | Puchar świata                               | Salt Lake City |
| Wielobój sprinterski | 136,065 pkt | Kai Verbij                                  | Holandia          | 26 lutego 2017   | Mistrzostwa świata w wieloboju sprinterskim | Calgary        |
| Wielobój mały        | 146,365 pkt | Erben Wennemars                             | Holandia          | 13 sierpnia 2005 | Summer Classic                              | Calgary        |
| Wielobój duży        | 144,740 pkt | Jordan Stolz                                | Stany Zjednoczone | 10 marca 2024    | Mistrzostwa świata w wieloboju              | Inzell         |

## Kobiety
| Konkurencja          | Wynik       | Zawodniczka                             | Państwo           | Data              | Zawody                                      | Miejsce        |
| -------------------- | ----------- | --------------------------------------- | ----------------- | ----------------- | ------------------------------------------- | -------------- |
| 500 m                | 36,36       | Lee Sang-hwa                            | Korea Południowa  | 16 listopada 2013 | Puchar świata                               | Salt Lake City |
| 1000 m               | 1:11,61     | Brittany Bowe                           | Stany Zjednoczone | 9 marca 2019      | Puchar świata                               | Salt Lake City |
| 1500 m               | 1:49,83     | Miho Takagi                             | Japonia           | 10 marca 2019     | Puchar świata                               | Salt Lake City |
| 3000 m               | 3:52,02     | Martina Sáblíková                       | Czechy            | 9 marca 2019      | Puchar świata                               | Salt Lake City |
| 5000 m               | 6:39,02     | Natalja Woronina                        | Rosja             | 15 lutego 2020    | Mistrzostwa świata na dystansach            | Salt Lake City |
| 10 000 m             | 13:48,33    | Martina Sáblíková                       | Czechy            | 15 marca 2007     | Olympic Oval Finale                         | Calgary        |
| Sprint drużynowy     | 1:24,02     | Letitia de Jong Jutta Leerdam Femke Kok | Holandia          | 13 lutego 2020    | Mistrzostwa świata na dystansach            | Salt Lake City |
| Bieg drużynowy       | 2:50,76     | Miho Takagi Nana Takagi Ayano Satō      | Japonia           | 14 lutego 2020    | Mistrzostwa świata na dystansach            | Salt Lake City |
| Wielobój sprinterski | 146,390 pkt | Nao Kodaira                             | Japonia           | 26 lutego 2017    | Mistrzostwa świata w wieloboju sprinterskim | Calgary        |
| Wielobój mini        | 153,776 pkt | Joy Beune                               | Holandia          | 10 marca 2018     | Mistrzostwa świata juniorów                 | Salt Lake City |
| Wielobój mały        | 154,580 pkt | Cindy Klassen                           | Kanada            | 19 marca 2006     | Mistrzostwa świata w wieloboju              | Calgary        |

## Konkurencje mieszane
| Konkurencja       | Wynik   | Zawodnicy               | Państwo | Data             | Zawody        | Miejsce        |
| ----------------- | ------- | ----------------------- | ------- | ---------------- | ------------- | -------------- |
| Sztafeta mieszana | 2:54,90 | Sun Chuanyi Jin Wenjing | Chiny   | 28 stycznia 2024 | Puchar świata | Salt Lake City |